# Тройер, Фердинанд Юлиус фон
Фердинанд Юлиус фон Тройер (чеш. Ferdinand Julius Troyer z Troyersteinu, нем. Ferdinand Julius von Troyer; 20 января 1698, Брессаноне, Тироль (ныне Автоно́мная прови́нция Больца́но-Бо́цен — Ю́жный Тиро́ль Италии) — 5 февраля 1758, Брно) — австрийский кардинал. Архиепископ Оломоуца с 9 декабря 1745 по 5 февраля 1758. Кардинал-священник с 16 апреля 1747.

## Биография
Обучался в иезуитском коллегиуме в Инсбруке, затем в Collegium Germanicum в Риме.
C 25 сентября 1711 — каноник оломоуцкий, 25 декабря 1720 принял сан священника . В 1731 стал архидиаконом опавским, а с 1741 года — схоластик, член оломоуцкого капитула .
9 декабря 1745 года избран епископом оломоуцким.
В 1746 году стал действительным тайным советником императрицы Священной Римской империи Марии Терезии.
16 апреля 1747 получил кардинальскую шапку из рук папы Бенедикта XIV.
В 1751 стал имперским протектором.
В 1755 году получил папскую буллу, позволявшую ему посещать церкви, подчиненные религиозным орденам.